# Долна Секирна
Долна Секирна е село в Западна България. То се намира в община Брезник, област Перник.

## География
Село Долна Секирна се намира във физикогеографската област Краище в Западна България, в най-югозападната част на община Брезник, на границата с община Трън. Населеното място е разположено между два притока на река Светля, в подножието на Ерулска планина, с най-висок връх – Големи връх (1480,5 m.)

## История
Село Долна Секирна е възникнало и се е оформило като такова върху землището на старо тракийско селище. Оттук нататък, при съвместния им живот, те изграждат своеобразния си диалект, бит и култура, своя неповторим облик. Трябва да подчертаем, че особеното в това оформяне е, че то става в условията на притеснен живот под османска власт. Още от далечното минало, та до наши дни, основният поминък на долносекирчани е бил земеделието и скотовъдството. Тук, обаче, то си има някои особености. На първо място, за това че малките орни площи имат обикновено по-висок планински характер. Повечето ниви са пръснати по землището на стръмни скатове, силно ерозирани и изпостнели. Отдавнашна традиция е те да се наторяват през лятото от така наречените „егреци“, където овцете и козите нощуват за по една вечер. Следващото денонощие се изместват на съседното място, докато се покрие цялата площ на нивата. Реколтата е добра, само след първото наторяване. Следващите години е вече изпостняла, и ако торенето не се повтори, става отново неплодородна. Тези наклонени площи магат да се обработват само с впрегатен добитък. Но скотовъдството винаги е било по-доходно от земеделието. Разбира се, с него добре се справят семействата, имащи повече членове – мъже, жени и по-големи деца, за да има и за пастири и работници: косачи, пластачи, секачи, и яки волове за транспорт по черните и стръмни планински пътища. Освен със земеделие и скотовъдство селяните се занимавали и с гурбетчийски дейности.

## Културни и природни забележителности
- Сурвакарската група на село Долна Секирна, която е носител на множество награди от национални и международни фестивали. Групата е запазила традицията продължава да спазва обичая всяка година. Вечерта на 13 януари групата прави среща със сурвакарски групи от други села, а на 14 януари обхожда всяка къща в селото. Първата организирана изява на групата е на Пернишкия фестивал „Сурва“ през 1971 година. Сурвакарската група излиза за първи път на международната сцена през 2008 г. на 11 март на карнавала в град Струмица, Република Македония.
- В селото е имало два частни дарака – единият собственост на Братя Маринови, а другият на Величко Дойчев, които са национализирани в края на 1947 г.
- Църква „Св. Неделя“ – художествен паметник от епохата на Българското възраждане.
- Паметник на загиналите секирчани във войните през 1912-1918 г.
- През 2004 г. в село Долна Секирна е открита паметна плоча на легендарния хайдутин Иво Войвода. Иво Войвода е местен герой, с когото жителите на селото се гордеят и на когото са кръстили читалището си. Иво Войвода и четата му са действали през 1820-1830 г. в планините на Трънско, Брезнишко и Радомирско.

## Други
През 1998 г. в село Долна Секирна е учреден футболен клуб „Големи връх“ с президент Димитър Мирчев. Отборът записа рекорд в III дивизия – 17 поредни победи от 17 играни мача. Сега славният футболен валяк „Големи връх“ не съществува и името му трупа праха на историята.

## Личности
На 9 октомври 1944 г. в село Долна Секирна е роден писателят Янко Станоев. Издал е над 15 книги – „Неандерталецо мой“, „Двойникът“, „Блудният син“, „Домашни истории“, „Децата на Афродита“ и др. Той е носител на редица награди, сред които голямата награда „Златният ланец“ на в. „Труд“ за къс разказ и Наградата за проза на Съюза на българските писатели за 2000 г.
Местният родолюбец Евлоги Бонев е роден в Долна Секирна, но повече от половината си живот е живял в чужбина. Той е ктитор на Ерулския манастир „Света Троица“ и дарител за реставрирането на иконописите в църквата „Света Неделя“ в Долна Секирна. През 2016 г. с негово спомоществувателство е осветена стара чешма, в близост до родната му къща, по инициатива на хора от селото. Чешмата е изградена през далечната 1937 година от Иван Гигов, но напоследък била в лошо състояние. Около нея е изграден кът за отдих с пейки и маса.